# Centraal Station (Brusselse metro)
Centraal station (Frans: Gare Centrale) is een station op de lijnen 1 en 5 (voorheen lijnen 1A en 1B) van de Brusselse metro. Het station is verbonden met het treinstation Brussel-Centraal.

## Geschiedenis

### 1969
Het station is in gebruik genomen op 17 december 1969.

### 2000
In 2000 werd in de lange voetgangerstunnel en de loketzaal een literaire installatie aangebracht. Deze kwam tot stand tijdens het openingsfeest in samenwerking met LiteraturWERKstatt, Brussel 2000, Het Beschrijf en de Franstalige literatuurorganisatie Escales de Lettres.
Op 11 februari 2000 om 18 uur moest het station worden ontruimd, omwille van een felle rookontwikkeling, als gevolg van een vastgelopen rem, onder een metrostel van lijn 1. Om 18.45 uur werd het station weer vrijgegeven door de brandweer.
Sinds januari 2000 is het mogelijk om ondergronds te bellen met GSM nadat Proximus antennes installeerde in 17 van de 64 metrostations. Dit betreft de stations op lijn 2 en op lijn 1 tussen het Centraal Station en Montgomery. De gsm-verbinding werkt eveneens op het traject tussen deze 17 stations. De kostprijs is veertig miljoen. Om ook de overige stations uit te rusten is nog eens honderd miljoen nodig. Deze infrastructuur zal, tegen betaling, worden gedeeld met Orange en Mobistar.

### 2001
In 2001 startten de renovatiewerken aan de metrostations De Brouckère en Centraal Station op maandag 23 april.
In het Centraal Station wordt de vloerbedekking, de valse plafonds en de muurbekleding van de lokettenhal en de trappen vernieuwd
De kosten belopen 35 miljoen. De nieuwe liften kosten 7,5 miljoen per stuk. Deze kosten worden gedragen door het federale ministerie van verkeer en infrastructuur.
De loketten van de MIVB worden vervangen door één groot loket met glazen wanden. De afstempelautomaten verhuizen naar boven.
De roltrap die naar het perron loopt voor de metro richting Beekkant wordt tijdens de zomervakantie vervangen door twee liften.
In 2001 vroeg de MIVB standgeld aan de straatmuzikanten en de verkopers in de lange ondergrondse gang, die het treinstation Brussel-Centraal met het metrostation Centraal verbindt. De vervoermaatschappij beschouwde hun aanwezigheid als een vorm van sociale controle, om vandalisme en agressie tegen te gaan.
In opdracht van de Europese Commissie voerde de consumentenorganisatie Test-Aankoop een onderzoek naar de brandveiligheid en de evacuatiemogelijkheden in Belgische stations in het kader van een grootscheeps onderzoek in 28 Europese stations. In het metrostation van Brussel-Centraal bevinden de trappen zich aan 1 kant van het perron richting Stokkel, waardoor de reizigers, die naar de verkeerde kant vluchten tijdens een noodsituatie in de val zitten. Zowel het metrostation als het treinstation scoren zwak voor de veiligheid bij evacuatie. De smalle trappen naar de perrons kunnen de dagelijkse massa reizigers amper slikken. In de lange tunnel die het treinstation met het metrostation verbindt zijn er wel een paar uitgangen die rechtstreeks naar buiten leiden, maar deze uitgangen zijn nergens aangeduid en men loopt ze in het duister gemakkelijk voorbij.

### 2002
Een aktetas van een verdachte reiziger werd uit voorzorg tot ontploffing gebracht door de ontmijningsdienst, nadat hij werd tegengehouden door agenten van de metrobrigade in de gang tussen het Centraal-Station en het metrostation en hij in paniek wegvluchtte. Er bleken geen explosieven in de aktetas te zitten.

### 2003
In 2003 werden twee liften in gebruik genomen. Ze werden ingewijd door toenmalig Brussels minister van Mobiliteit Jos Chabert op 3 juni.

### 2005
De 130 m lange gang die het treinstation Brussel-Centraal verbindt met het metrostation biedt beschutting aan vele bedelaars. Dit weerspiegelt de grote sociale ongelijkheid in de stad, maar ook op solidaire initiatieven om deze mensen te helpen.
Onduidelijk wie eigenaar is van de voetgangerstunnel. Geen toezicht op de kraampjes, maar ze zorgen wel voor sociale controle. De "anciens", degenen die hier als eersten een kraampje zijn begonnen, beslissen wie hier aan de bak komt en wie niet. In totaal zijn er acht handelaars en zij hebben het monopolie over de gang.
Volgens de Brusselse openbare vervoersmaatschappij MIVB zijn de Belgische spoorwegen bevoegd voor het beheer van de gang. Maar de woordvoerder van de spoorwegmaatschappij NMBS, Jochem Goovaerts, beklemtoont dat de gang geen deel uitmaakt van het Centraal Station: "De NMBS heeft niets te zeggen over wat daar gebeurt. Het Brusselse Gewest is de wettige eigenaar."
De schepen van Stadseigendommen en Openbare Reinheid van de stad (gemeente) Brussel, Bertin Mampaka (CdH), houdt er nog een andere visie op na. Volgens een medewerkster van zijn kabinet behoort de gang toe aan de stad, die ook instaat voor de reiniging. De handelaars die er hun waren aan de man brengen, moeten een vergunning aanvragen bij de stad Brussel. Ronny Vilain, administratief bediende bij de dienst Handel van de hoofdstad, is verantwoordelijk voor de uitreiking van vergunningen aan leurders.
"De leurhandel in Brussel is streng gereglementeerd. Een leurderskaart voor vijf jaar kost 94 euro." Volgens Vilain reikt zijn dienst jaarlijks zo'n 500 leurderskaarten uit.
"De hoofdstad telt ongeveer veertig plaatsen waar leurders hun waren mogen slijten. Dat gaat van kastanjes in de winter tot meiklokjes in de lente. Maar de verkopers in de gang bij het Centraal Station hebben daar geen toelating voor", zegt Vilain.
Het is aan de politie om te controleren of ze in orde zijn met hun vergunning. Het kabinet van de schepen van Handel Philippe Decloux (Ecolo) geeft echter grif toe dat de politie veel te weinig controles uitvoert.
Ook de voorbijgangers zijn gehecht aan de verkoopstalletjes. "Ze brengen leven en warmte in de lange, lege gang voor de duizenden pendelaars en ze zijn onlosmakelijk verbonden met het leven in het Centraal Station."

### 2006
Uit een internationaal onderzoek in twaalf steden met een metronetwerk blijkt dat Brussel het slechtste scoorde op het vlak van veiligheid. De stations Sint-Kathelijne, Centraal Station en De Brouckère werden gecontroleerd door inspecteurs die zich als toeristen voordeden. Op het vlak van onthaal werd de metro in onze hoofdstad wel goed bevonden.

### 2007
Naar aanleiding van de roofmoord op Joe van Holsbeeck worden in 20 metrostations praatpalen geïnstalleerd, die de reiziger in staat stellen om rechtstreeks contact op te nemen met de meldkamer van de MIVB bij noodgevallen.

### 2008
De voor 2006 geplande werken in de 130 meter lange tunnel, die werden uitgesteld naar 2010, zouden in 2008 eindelijk worden aangevangen. Uiteindelijk wordt er toch niet voor 2010 mee gestart.

### 2010
In 2010 werd er nieuw sanitair geïnstalleerd in het station. Er kwamen toegangspoortjes en een toiletbezoek kostte 50 eurocent.

### 2011
In 2011 kondigde minister van Vervoer Brigitte Grouwels aan dat het metrostation in 2012 een grondige opknapbeurt zou krijgen, vooral nodig omwille van het toenemende aantal reizigers. De lokettenzaal van het metrostation zou veel groter worden en er komen ook extra handelszaken. Daarnaast voorzag het kabinet ook extra toegangen naar de perrons via liften, trappen en roltrappen. "Die toegangen zijn nodig, met de nieuwe tramlijn die er komt", klonk het. Ook de centrale gang werd onder handen genomen: de toegang tot de sanitaire ruimtes is verbeterd en het metrostation kreeg toegangspoortjes. Er kwam ook een betere geleiding voor blinden, en er werd extra camerabewaking gepland. Het werk ging in 2012 van start, duurde ongeveer twee jaar en kostte tien à twaalf miljoen euro.
In 2011 wordt een stedenbouwkundige vergunning afgeleverd om de gang tussen het treinstation en het metrostation te renoveren. Het was de bedoeling om dan in de lente van 2012 te starten met de werken, maar uiteindelijk wordt er pas september aan begonnen.

### 2012
Beliris, het samenwerkingsakkoord tussen het Brusselse gewest en de federale overheid, was bezig met de renovatie van de 130 meter lange wandelgang, met de bedoeling dat deze tegen eind 2013 klaar zou zijn.
Daarna wordt het metrostation zelf aangepakt. Het station is het meest gebruikte is van het hele gewest. Mobiel Brussel wenste eind 2013 te starten met de vernieuwing van het metrostation. In 2012 zaten die plannen nog in een studiefase, maar het was alvast de bedoeling om meer ruimte en licht te creëren en het station meer toegankelijk te maken voor minder mobielen", meldde Inge Paemen van Mobiel Brussel. De verlichting, die destijds werd ontwikkeld door architect Brunfaut, die in 1952 de bouw van het Centraal Station voltooide, was een hele uitdaging, want ze moest een aangepaste aansluiting krijgen. Er werden ook nieuwe ingangen gepland aan de twee kanten van de Ravensteinstraat. En er kwamen drie nieuwe liften voor minder mobielen, de perrons werden verbreed, de lokettenzaal werd uitgebreid en er kwam meer plaats voor winkels, met de bedoeling om het metrostation zo aangenaam mogelijk te maken. Om de akoestiek te verbeteren, werd er gekozen voor geluidsabsorberende materialen.

### 2013
Op 16 april 2013 rond 8u10 werd het metrostation onder het Centraal station in Brussel gedurende een halfuur ontruimd als gevolg van enkele kranten die in brand gevlogen waren in de tunnel, dit veroorzaakte een hevige rookontwikkeling. Metrolijnen 1 en 5 waren een tijdlang onderbroken, maar er vielen geen gewonden.
De grote werven die in het kader van het samenwerkingsakkoord Beliris worden uitgevoerd, liepen gemiddeld zes jaar vertraging op. Dit heeft een impact op de renovatie van de gang in het Centraal Station.
Toen de renovatiewerken aan de gang tussen het Centraal Station en het metrostation Centraal, ook bekend als de schande van Brussel, bijna voltooid waren, bleek dat de werken niet op elkaar werden afgestemd, met als gevolg dat het stukje van de gang aan het metrostation er verwaarloosd bij blijft liggen
De werken zijn gestart in oktober 2012 en op 27 september vond de officiële inhuldiging plaats. Brussels volksvertegenwoordiger Carla Dejonghe was ontgoocheld in het feit dat de renovatiewerken van Beliris en de plannen van de MIVB niet beter op elkaar werden afgestemd. Zij ging er namelijk van uit dat Het korte stuk dat vertrekt vanuit het metrostation eigendom is van de MIVB. Het tweede, langste deel, dat tot aan de ingang van het station loopt, is eigendom van de stad Brussel en werd opgeknapt. Het stuk aan het metrostation behoort echter toe aan Mobiel Brussel. Ingrid Paemen, woordvoerster Mobiel Brussel, bevestigt dat en verzekert ons dat er plannen zijn om de gang op te frissen. De nodige aanvragen werden ingediend de hoop was om in 2015 te starten met de renovatiewerken. Het wordt echter meer dan een simpele opknapbeurt. We gaan onder meer de mezzanine, waar de loketten gelegen zijn, verruimen en elektrische toegangspoortjes plaatsen. Die werken zullen gepaard gaan met een opknapbeurt van de gang.
Jarenlang moesten dagelijks honderdduizend pendelaars graffiti, vuilnis en onfrisse geuren trotseren in de groezelige passage. Daar is nu een eind aan gekomen. De werken namen een jaar in beslag en kostten 1,6 miljoen euro. De gerenoveerde gaanderij, oorspronkelijk ontworpen door art-nouveau-pionier Victor Horta, baadt tegenwoordig in helder licht. Aan de wanden hangen foto's van Brussel, gemaakt door kunstenaar Daniel Deltour. De wandpanelen zijn van email, dat goed bestand is tegen graffiti en vandalisme. Er is ook budget vrijgemaakt voor onderhoud.
In 2016 startten de werkzaamheden voor de renovatie van het metrostation onder het Centraal Station. Die zullen twee à drie jaar duren. De kosten bedragen 25 miljoen euro en worden door Brussel Mobiliteit en Beliris betaald. Twee jaar eerder werd al een deel van de gang van het station Brussel-Centraal gerenoveerd, begin 2016 volgt het andere deel. "Naast de renovatie van de gang zullen ook de perrons groter worden gemaakt en er zullen een paar winkels worden geïnstalleerd op het perron. Ook de loketten worden aangepakt zodat de reiziger meer ruimte krijgt", vertelt Inge Paemen van Brussel Mobiliteit. "Bij de renovatie zal er vooral rekening gehouden worden met het comfort van de reizigers, de verlichting en de akoestiek in het station. Zo zullen valse plafonds en aangepaste vloer- en muurbekleding het geluid moeten dempen en komt er ook natuurlijke lichtinval. Het metrostation aan het Centraal Station is oud en was dringend aan een update toe", aldus Paemen. Het metrostation is een van de drukste stations van de MIVB, met 375.000 reizigers per maand. Tijdens de werkzaamheden blijft het station toegankelijk.
Er werd door 150 MIVB-vrijwilligers tijdens de winter samen 1.600 maaltijden uitgedeeld aan daklozen in het Centraal Station in het kader van de actie Thermos om minderbedeelden te helpen. Deze VZW deelt al 25 jaar maaltijden uit aan de daklozen in het Centraal Station tijdens de winter. De MIVB maakte de samenwerking officieel met de ondertekening van een conventie door Brieuc de Meeûs, CEO van de MIVB en voorzitter Daniel Halconruy van VZW 'Thermos'.
De werkzaamheden in de metrostations slepen aan. Er zouden toegangspoortjes komen, maar die lieten op zich wachten. Met als gevolg verloedering en vandalisme. In de jaren zestig en zeventig werd gedroomd van een uitgebreid metronetwerk voor de hoofdstad, met als resultaat 12.000 vierkante meter onbenutte ruimte onder de grond. Het jaarlijkse onderhoud van de poortjes kost de MIVB 1,5 miljoen euro. Daar komt nog 200.000 euro bij voor het herstellen van defecten en sabotage.

### 2014
Tegen eind juni werden er opnieuw 34 geldautomaten in 24 Brusselse metrostations geplaatst. Deze waren een jaar voordien verdwenen, nadat het contract met Belfius afliep. De dienst volgt uit een samenwerking tussen vervoersmaatschappij MIVB en Beobank
Naar het voorbeeld van buitenlandse metro's voerde de MIVB officiële toelatingen in. Muzikanten moeten auditie doen voor een jury van muzikaal onderlegd metropersoneel, waarop ze vaste plaatsen toegewezen krijgen. Wie op de metrostellen, of zonder toestemming muziek maakt, riskeert een boete. In 2012 liepen zo twaalf mensen tegen de lamp, in de eerste drie kwartalen van 2013 maar liefst 128.

### 2015
Er werden interactieve schermen geplaatst met reizigersinformatie.
Voor de grondige vernieuwing van het metrostation trekt Het federale fonds voor Brussel Beliris 20 miljoen euro uit. Brussel Mobiliteit voorziet nog eens 5 miljoen voor de afwerking. De werken gaan in 2016 van start. Centraal Station is het vijfde drukst bezochte metrostation van het MIVB-netwerk, na Simonis, De Brouckère, Zuidstation en Rogier. Maandelijks krijgt het om en bij de 375.000 reizigers te verwerken. De nu aangekondigde vernieuwing moet in de eerste plaats de aansluiting van de verbindingsgang met het treinstation verbeteren. Daarnaast krijgt het station een betere verlichting en akoestiek. Op de perrons moeten enkele ingrepen meer ruimte creëren. De weinig gebruikte uitgang naar de Warandeberg werd afgeschaft. Er wordt geïnvesteerd in signalisatie en elektriciteit, maar ook de aanschaf van liften en roltrappen. Bij de renovatie worden ook de "perronneuzen" verstevigd om de latere installatie van perrondeuren te voorzien, als voorbereiding op het automatiseren van lijnen 1 en 5.

### 2016
In 2016 werd aangekondigd dat in de loop van 2017 aan alle stations paaltjes geplaatst om te zorgen dat voertuigen de stations niet meer (per ongeluk) kunnen binnenrijden. Aan het centraal station stonden deze al.
Tegen eind 2016 moet een kwart van alle stations beschikken over gratis wifi via wifi.brussels. Eind november 2016 is Centraal Station aan de beurt.
Het medisch centrum Quality Medical dat in 2015 in het metrostation Brussel-Centraal opende, werd op 30 juni 2016 definitief gesloten. Dit ten gevolge van de aanslagen, maar ook de niet zo goede locatie. Veel gebruikers van het openbaar vervoer met gezondheidsproblemen konden worden geholpen zonder daarbij veel tijd te verspillen. In het centrum konden mensen terecht bij een algemene arts, voor afnames van bloed of urine of voor verpleegzorg.
Tegen 2027 verdubbelt het metrostation na grondige renovatiewerken in oppervlakte.